# La prigioniera del fosso dell'agonia bianca
La prigioniera del fosso dell'Agonia Bianca è una storia a fumetti Disney scritta e disegnata da Don Rosa. È il capitolo 8 bis della Saga di Paperon de' Paperoni. In Italia è stata pubblicata per la prima volta su Zio Paperone n° 206, e successivamente ristampata nel secondo volume della collana Tesori International.

## Trama
Secondo Paperino e Qui, Quo, Qua la cosa più preziosa di Paperone è o la Numero Uno o il deposito o la sua prima pepita o il suo castello in Scozia, ma non è così. Parlando della pepita, i nipoti si ricordano dell'avventura scaturita da quella pietra: Paperone, ai tempo della corsa all'oro del Klondike, mostrò fieramente la sua pepita Uovo d'Oca alla clientela del Saloon Bolla d'Oro, attirando le attenzioni dell'avida proprietaria, Doretta Doremì, la quale drogò Paperone e lo derubò, Paperone fece però ritorno, stese i suoi uomini e si riprese la pepita gigante, ma le altre piccole pepite erano già state vendute, costringendo Doretta prima a firmare una cambiale, quindi Paperone la costrinse a lavorare per un mese nella sua concessione affinché comprendesse il duro lavoro che un cercatore d'oro perde quando le sue pepite sono rubate. Tuttavia i nipoti non sanno che accadde in quel mese di lavori forzati per Doretta e lo chiedono allo zione, spaventando Paperino che trascina via i ragazzi (dicendo che sono "troppo giovani" per sapere i dettagli) e facendo ricordare a Paperone gli eventi di quel mese.
Portata all'isolata concessione del Fosso dell'Agonia Bianca, inizia per Doretta il periodo di lavoro, tutt'altro che semplice, come lei credeva, non solo nella ricerca dell'oro, ma anche nella convivenza con tanti animali selvaggi: durante il primo giorno di lavoro, un orso tenta di aggredirla, ma Paperone la salva, lanciando un coltello che stacca via una ciocca di capelli alla donna. Intanto, a Dawson, Soapy Slick è tornato in città in libertà vigilata ed è avvicinato da ben tre leggende del West: Bat Masterson, Wyatt Earp e Roy Bean. I tre sono intenzionati ad aprire un locale a Dawson, ma vorrebbero anche assumere Doretta come intrattenitrice. Soapy, approfittando dell'occasione, inventa che è stata rapita da un "bruto minatore" per disumani motivi, indicando la strada per la sua isolata concessione. I tre, quindi, alla ricerca del Fosso dell'Agonia Bianca, incontrano due "bravi" giovanotti intenzionati a fargli da guida (ignari che si trattino di Sundance Kid e Butch Cassidy, intenzionati a derubare Paperone).
È quasi finito il mese di lavori forzati per Doretta, ma questa ancora non demorde: a spingerla non è la buona volontà (per quanto in più di un'occasione provi pena per il passato di Paperone e anche qualcos'altro), ma il contenuto di una cassetta in cui Paperone tiene la Pepita Uovo d'Oca e un pezzo di carta il cui contenuto lo affascina e allieta il suo sonno, alimentando sempre più il suo desiderio di rubarla, credendolo il documento della concessione della miniera. I suoi piani, però, rischiano di andare a monte con l'arrivo dei tre eroi del West, ma Doretta ne escogita subito un altro e fa credere a Paperone che dei criminali stiano attaccando la concessione. Mentre Paperone abbatte uno ad uno le tre stelle del West, Doretta ruba la cassetta, ma è subito rapita da Kid e Cassidy. Solo a scontro finito, Wyatt riconosce Paperone (che aveva incontrato all'inizio de L'argonauta del Fosso dell'Agonia Bianca) e, mostrando una sua caricatura per conferma ai suoi colleghi, sulla rivista delle storie di Angus de Paperoni, Bat si accorge che le loro guide sono ritratte nella sezione "i ricercati del mese".
Proprio allora, i quattro si accorgono del furto della cassetta e del rapimento di Doretta. Paperone si lancia all'inseguimento, che si sposta sullo scongelato fiume in piena, dove Doretta e i due furfanti si trovano bloccati. Paperone riesce a salvare Doretta, mentre Kid e Cassidy, assieme ad una valanga, travolgono il battello di Soapy Slick (che azzecca pure che Paperone ne è il responsabile per puro istinto). Tornato alla concessione, le tre leggende sono sparite, ma Doretta si accorge che stanno preparando un'imboscata nella sua capanna, quindi, intontisce Paperone con un passionale bacio, rendendolo vulnerabile al colpo in testa dei tre soccorritori, che (avendo capito il frainteso) decidono di non arrestarlo. Sul punto di partire, Doretta prende la cassetta e scopre finalmente il contenuto del pezzo di carta: la sua ciocca di capelli. Colpita, Doretta decide di restare, preparando una colazione per Paperone. Paperone rimane scioccato, ma temendo che si tratti di un'altra trappola, nasce un violento scontro tra i due, che parte con un altro bacio e finisce con l'apparente silenzio. Wyatt e Bat, tornati indietro per assicurarsi che Doretta stia bene, si preoccupano, ma Roy li rassicura che "quello che sta succedendo non è un crimine punibile con l'impiccagione in Langtry, Texas, grazie al Cielo" (lasciando intuire che Paperone e Doretta stiano avendo un rapporto coitale). I tre, quindi, abbandonano i loro piani e se ne vanno.
Tornando a Doretta e Paperone, il mese di lavori forzati è concluso e i due, pur per non piangere sulla loro separazione, decidono di concludere questa storia arcignamente, con Paperone che paga Doretta per il suo lavoro e lei che gli tira addosso i soldi, enunciando di aver "trovato più oro di lui". Paperone ritorna con i piedi per terra e i suoi nipoti gli ripetono la domanda: qual è il suo bene più prezioso? Il deposito? La Numero Uno? La Pepita Uovo d'Oca? O il Castello dei de' Paperoni? A queste domande Paperone, osservando il ciocco di capelli di Doretta, risponde un semplice "no".

## Fonti
Don Rosa si è ispirato alla storia di Carl Barks Zio Paperone e la Stella del Polo in cui si racconta appunto in un flashback la storia del rapimento di Doretta (le vignette di quel flashback sono pure ricreate e connesse con la storia).

## Personaggi

### Principali
- Paperone
- Doretta Doremì

### Secondari
- Paperino
- Qui, Quo, Qua
- Wyatt Earp
- Bat Masterson
- Roy Bean

## Curiosità
- I tre "nemici" di Paperone presenti in questo capitolo sono Wyatt Earp, Bat Masterson e Roy Bean, tutti personaggi storici realmente esistiti; Soapy Slick, invece, è la raffigurazione parodistica di Soapy Smith, anch'esso esistito veramente.
- La persona che viene impiccata sulla nave dal giudice Roy Bean è una auto-caricatura di Don Rosa.